# لين الوعري
لين الوعري شاعرة فلسطينية، وُلدت في مدينة غزة لعائلة مقدسية الأصول. درست الاقتصاد والعلوم السياسية وعملت في الصحافة والإعلام في مدينة غزة حتى بداية العام 2008، ثم مارست إدارة المرافق والمسئولية المجتمعية للشركات في الإمارات العربية المتحدة حتى نهاية العام 2017.
شاركت في أنشطة ثقافية وأدبية متعددة في كل من غزة وأبوظبي ودبي، عبر منابر أدبية متعددة منها صالون نون الأدبي، اتحاد الأدباء والكتاب الإماراتيين، مبادرة استراحة سيدات للقراءة / إحدى مبادرات مؤسسة محمد بن راشد آل مكتوم للمعرفة. شاركت في العديد من النشاطات الثقافية والأدبية في معارض الكتب على مستوى الإمارات.

## الأعمال المنشورة
- ولي انفعالات الغيمة 2017[1]- شعر – دار فضاءات ، عمّان ، الأردن
- ليل.. ترانيم الوجع الغزي 2014[2] - شعر – دار فضاءات، عمّان، الأردن.
- عشرون ربيعًا 2009[3] - شعر – دار أكتب، القاهرة، مصر